# Henk Molenberg
Henk Hilbrandt Molenberg (Groningen, 14 mei 1924 – Antwerpen, 4 december 1998) was een Nederlands acteur.

## Levensloop
Molenberg studeerde aan de Académie des beaux-arts in Parijs. Maar aangezien het toneel niet altijd een belegde boterham garandeerde, volgde hij voor de zekerheid ook lessen handelscorrespondentie. Hij behaalde uiteindelijk zijn diploma's handelscorrespondentie Engels, Frans en Duits. In 1946 debuteerde hij op het toneel in Paulus onder de Joden. Meer rollen in diverse producties volgden. Populair werd Molenberg via de televisie. Zijn succesvolle tv-debuut als Gijs in de serie Flip de Tovenaarsleerling effende de weg naar meer tv-bekendheid. Hij verscheen in series als De vloek van Woestewolf, Pommetje Horlepiep en Kunt u mij de weg naar Hamelen vertellen, mijnheer? Ondanks zijn tv-successen bleef hij het toneel trouw. Hij speelde onder andere bij het Amsterdams Volkstoneel en bij Toneelgezelschap Johan Kaart. Ruim vijftien jaar speelde hij ook bij het Eindhovense gezelschap Zuidelijk Toneel Globe. Zijn veelzijdigheid blijkt uit de stukken waarin hij speelde: in zowel De kersentuin als de musical De Jantjes, om maar twee uitersten te noemen. Zijn filmografie is beperkter dan zijn toneelcarrière maar omvat toch memorabele titels als The Spy Who Came in from the Cold, Wat zien ik!? (1971) en De mantel der liefde (1978). In de jaren tachtig ging hij steeds minder acteren en verhuisde hij naar Antwerpen. Hij ging kookprogramma's presenteren, waaronder een kookrubriek in het programma Studio Vrij en schreef enkele kookboeken. Op 4 december 1998 overleed hij, op 74-jarige leeftijd, aan de gevolgen van een hartaanval.

## Film en televisie
- Flip de Tovenaarsleerling (1961, televisieserie), als Gijs
- The Spy Who Came in from the Cold (1965), als Nederlandse douanebeambte
- De Verloedering van de Swieps (1967), als Jopie van Dam
- De fantastische avonturen van de Baron van Münchhausen (1970)
- Wat zien ik!? (1971), als klant van Greet
- Kunt u mij de weg naar Hamelen vertellen, mijnheer? (1972, televisieserie), als Truuk de Tovenaar
- Merijntje Gijzen (1974, televisieserie), als Pepino
- De vloek van Woestewolf (1974, televisieserie), als Valet
- Suske en Wiske (1975, televisieserie), als Lambik (stem)
- De holle bolle boom (1975, televisieserie)
- Wickie de Viking (1975-1979, televisieserie), als Lars en Bengt (stemmen)
- L'Homme d'Amsterdam (1976, televisieserie), als gangster
- Pommetje Horlepiep (1976, televisieserie), als baron Theobald
- Koning Bolo (1977, televisieserie), als graaf Aksan Sierkonflex
- De mantel der liefde (1978), als bisschop
- De Poppenkraam (1984), als poppendokter
- Langs de kade (1990, televisieserie)

## Toneel
- Paulus onder de Joden (1946)
- Een klok voor Adano (1946)
- Driekoningenavond of Wat gij wilt (1947)
- Ping Pong (1948)
- De avonturen van Maxi in Sevilla (1953)
- Intimiteiten (1957)
- Bernardine (1958)
- Die stoute ooievaar (1958)
- 'n Huis vol herrie (1960)
- Daar klopt iets niet (1960)
- Troeleke (1961)
- Stuur me geen bloemen (1961)
- Het hartbrekende huis (1962)
- Naar het u lijkt (1962)
- Om Nausikaa (1962)
- Het grote oor (1963)
- Robert, Bertram en Comp. (1964)
- Hooikoorts (1965)
- Koning Salomo en de schoenlapper (1966)
- De astrakan jas (1966)
- Je kunt 't toch niet meenemen (1967)
- Ondine (1967)
- Dallas, 22 november 1963 (1967)
- Kaviaar of spaghetti (1967)
- Wrraaak! (1968)
- Kleren maken de man (1968)
- De gijzelaar (1969)
- De Spaanse hoer (1970)
- Mahagonny (1970)
- De kersentuin (1970)
- Morgen zien we verder (1971)
- Een vijand van het volk (1971)
- De filantroop (1971)
- Ziekenzorg of Zuster Norton verliefd (1972)
- De Italiaanse strohoed (1972)
- Wilden (1974)
- Leer om leer (1975)
- Zaterdag zondag maandag (1975)
- Lulu - De aardgeest en de doos van Pandora (1976)
- Hé, kijk mij nou (1978)
- Uitkomst (1980)
- De Jantjes (1982)